# Jam (rivista)
Jam è stato un mensile di informazione e critica musicale italiano, fondato nel 1994. Da gennaio 2014 è un magazine online (Jam Online).

## Storia editoriale
Jam venne fondato nel 1994 con il sottotitolo Viaggio nella Musica, da Ezio Guaitamacchi e Marialina Marcucci, all'epoca direttrice di Videomusic; dopo i primi 10 numeri, però, la Marcucci abbandona la rivista.
Pubblicato con periodicità mensile (11 numeri all'anno), si occupa principalmente di musica rock, non tralasciando però altre musiche come il jazz e il folk, sia dal punto di vista storico (con alcune rubriche retrospettive, come Rock Files) sia recensendo i nuovi album o intervistando i protagonisti della musica internazionale.
Fra i molti giornalisti che hanno collaborato con la rivista possiamo ricordare tra gli altri Claudio Todesco, Enzo Gentile, Paolo Vites, Fabio Treves, Ernesto De Pascale, Aldo Pedron,  Mario Giammetti e Sabina Arbore (sorella del più noto Renzo), responsabile della redazione romana.
L'ultimo numero di Jam è uscito a novembre 2013. I redattori dell'edizione online, oltre allo stesso Ezio Guaitamacchi, sono da gennaio 2014 Leonardo Follieri e Roberto Vivaldelli.